# Eric Viktor Bäckström
Eric Viktor Bäckström i riksdagen kallad Bäckström i Harrbäcken, född 7 december 1850 i Piteå landsförsamling, död där 4 mars 1908, var en svensk lantbrukare och politiker. Han var son till riksdagsmannen Anders Bäckström och bror till riksdagsmannen Fredrik Anshelm Bäckström.
Eric Viktor Bäckström var lantbrukare i Harrbäcken i Piteå socken, där han också hade kommunala uppdrag.
Han var riksdagsledamot i andra kammaren 1896–1899 för Piteå domsagas valkrets. I riksdagen var han suppleant i tillfälliga utskottet 1897–1899.